# Lohmann Brown
Lohmann Brown er en æglægnings-hybridhønserace. Den er baseret på udvalgt avl med individer fra racen New Hampshire og andre brune æglægningshøns. De begynder at lægge æg efter ca. 18 uger og lægger omkring et æg om dagen eller omkring 300 på et år. 
De fleste Lohmann Brown har en karamel/brun fjerfarve, med hvide fjer i mønster omkring halsen og er hvide på halefjererne. 
Racen har sit navn efter sin ejer det tyske selskab Lohmann Tierzucht, som er en del af EW Group. Dermed er Lohmann Brown-hønen en konkurrerende race til den fransk udviklede ISA Brown-høne.